# Péninsule italienne
Pour les articles homonymes, voir Italie (homonymie).
La péninsule italienne, appelée aussi en français péninsule italique ou botte italienne, est la péninsule continentale qu'occupe aujourd'hui majoritairement l'Italie.
La péninsule italique abrite aujourd'hui deux autres états: le Vatican et Saint-Marin.
Certains territoires italiens ne font pas partie de la péninsule italique : c'est le cas du nord du pays (Alpes et plaine du Pô) et de toutes ses îles (les plus vastes sont la Sicile et la Sardaigne), 
Les trois péninsules qui constituent l'Europe du Sud sont cette péninsule italienne, la péninsule ibérique et la péninsule balkanique.

## Origine étymologique
Antiochos de Syracuse appelle « Italos » les habitants de l'antique Bruttium, dans la partie méridionale de l'actuelle Calabre. Après lui, Hellanicos et Timée de Locres remarquent l'homophonie entre le nom « Italos » et le mot indigène vitulus (« veau »), dont ils expliquent la signification par l'abondance du bétail bovin en Italie
, :
d'ailleurs au Ier siècle av. J.-C., les monnaies émises par les insurgés lors des Guerres sociales
représentent un taureau, qui les représentent, en train de terrasser une louve, symbole de Rome
,.
Avec le temps, le nom « Italie » s'est étendu par métonymie à toute l'Italie méridionale pour désigner finalement toute la péninsule. Au IIe siècle av. J.-C., l'historiographe grec Polybe appelle « Italie » le territoire compris entre le détroit de Messine et les Apennins septentrionaux, ce qui correspond aux limites entre « Italie » et « Gaule Cisalpine » au temps de Jules César, mais Caton l'Ancien, contemporain de Polybe, étend le concept territorial de l'Italie jusqu'à l'arc alpin. La Sicile, la Sardaigne et la Corse commencent à faire partie de l'Italie au IIIe siècle de notre ère, à la suite des réformes de Dioclétien.
Une légende soutient que la dénomination d'« Italie » dériverait d'une colonie grecque du Bruttium (l'actuelle Calabre) dénommée « Italos », nom qui, en grec ancien, aurait désigné un jeune taureau (on y retrouve les récits d'Hellanicos et de Timée de Locres) mais en fait le mot « Italiotes » (grec ancien : Ιταλιώτικοι Italiótikoi) désignait tous les colons grecs de Grande-Grèce, les distinguant à la fois des habitants non-grecs du sud de l'Italie et des Grecs vivant ailleurs, en Sicile (Σικελιώτικοι Sikeliόtikoi : « Siciliotes »), en Grèce, sur le pourtour méditerranéen (par exemple les Μασσαλιώτικοι Massaliótikoi : « Massaliotes ») et sur les rivages pontiques.

## Géographie, géologie, environnement

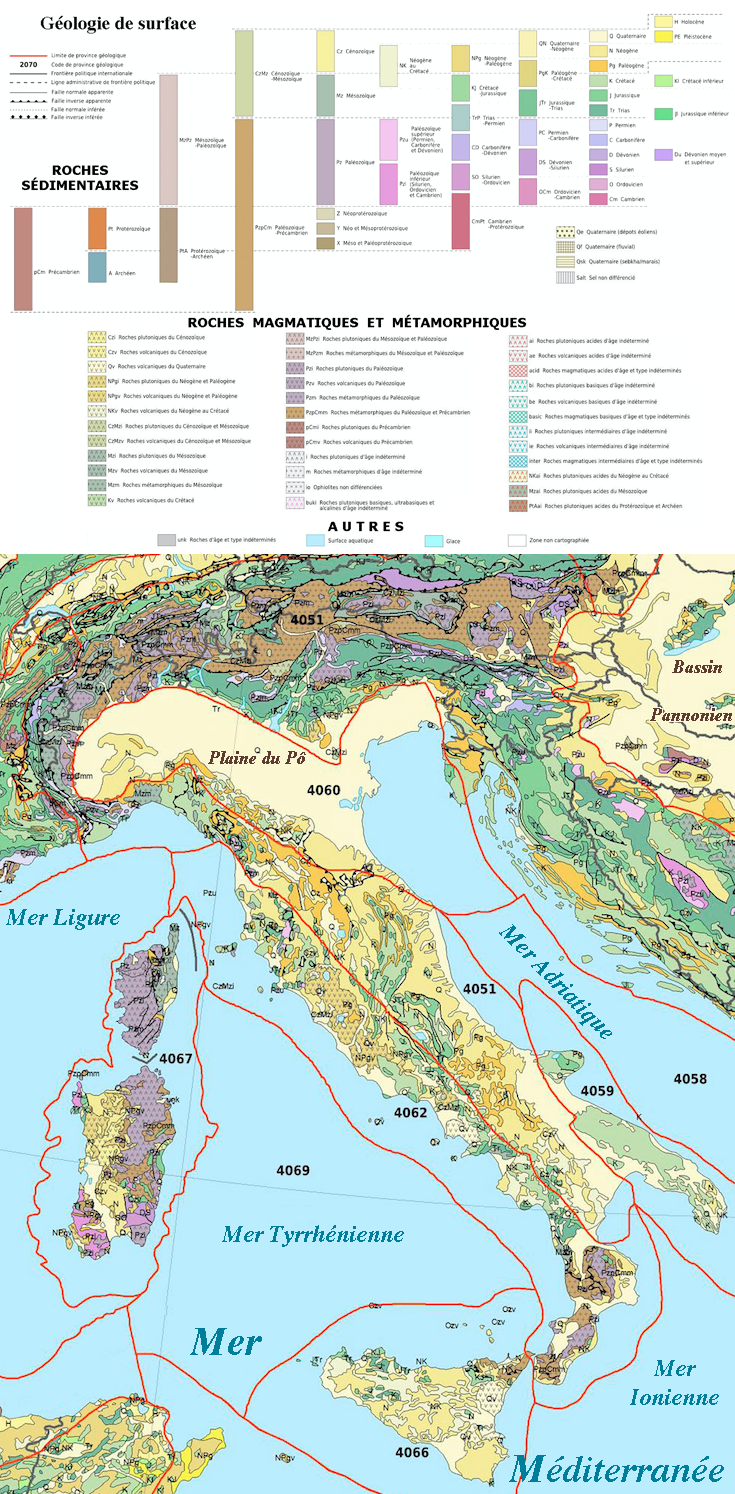
Géologie de la péninsule italienne et des îles proches.

De nombreuses espèces et sous-espèces animales ou végétales rencontrées dans la péninsule italique ont reçu comme épithète spécifique ou nom subspécifique l'adjectif italicus, italica ou italicum.